# 合胞體滋胚層
合胞體滋養層屬於存在於胚胎胎盤中的多核細胞。
合胞體滋養層屬於滋胚層的外層合胞體層，具有積極侵入子宮內膜的特性。 
合胞體滋養層形成胎盤最外層的胎兒組成物，表面積會急速增大，極大的表面積有助於營養物在母體與胎兒之間交換。
合胞體滋養層會分泌黃體素以及人類絨毛膜促性腺激素(HCG)、人類胎盤泌乳素(HPL)；人類絨毛膜促性腺激素可以防止黃體的退化。黃體素則可以保持子宮內膜的完整，直到合胞體滋養層成熟到可以分泌黃體素，維持妊娠的狀態(大約到了四個月的胚胎才足以維持)。合胞體滋養層藉由黃體認其蛻膜的幫助才得以發育。

## 其他相關圖片

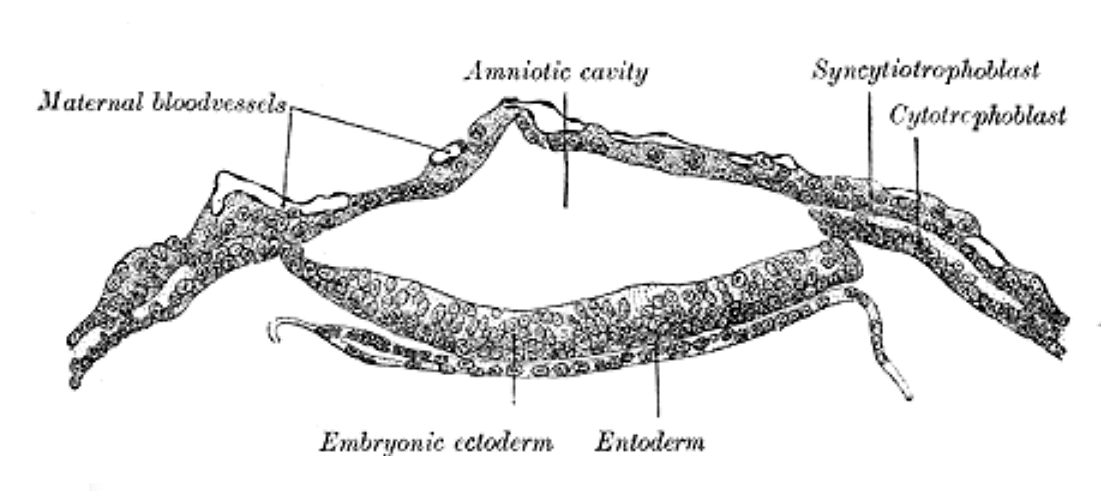
某種蝙蝠的胚胎剖面圖，繪有形成羊膜腔的過程。